# Phong thần bảng: Phượng minh Kỳ sơn
Phong thần bảng: Phượng minh Kỳ sơn là một bộ phim truyền hình do Trung Quốc và Singapore hợp tác sản xuất vào năm 2006, được phát sóng từ tháng 2 năm 2007 đến tháng 4 năm 2007 chuyển thể từ cuốn tiểu thuyết Phong thần diễn nghĩa của Hứa Trọng Lâm và Lục Tây Tinh vào thế kỷ 16. Mùa đầu tiên bắt đầu phát sóng trên kênh CCTV-8 vào tháng 2 năm 2007. Phần phim kế tiếp là Phong thần bảng: Vũ vương phạt Trụ ra mắt vào năm 2009.

## Phân vai
| Diễn viên         | Vai                            |
| Phạm Băng Băng    | Đát Kỷ                         |
| Mã Cảnh Đào       | Trụ Vương                      |
| Lưu Đức Khải      | Khương Tử Nha                  |
| Châu Kiệt         | Cơ Phát（Chu Vũ vương）        |
| Trịnh Bân Huy     | Hoàng Phi Hổ                   |
| Quan Lễ Kiệt      | Bá Ấp Khảo                     |
| Tăng Thi Mai      | Tử Nhàn                        |
| Ngọ Mã            | Thương Dung                    |
| Miêu Hải Trung    | Thân Công Báo                  |
| Kim Xảo Xảo       | Khương Vương Hậu               |
| Hàn Đống          | Dương Tiễn                     |
| Hứa Hoàn Sơn      | Văn Trọng                      |
| Tạ Nhuận          | Nữ Oa                          |
| Điền Cảnh Sơn     | Cơ Xương（Chu Văn Vương）      |
| Tiển Sắc Lệ       | Na Tra                         |
| Ngô Giai Ni       | Tỳ bà tinh                     |
| Đường Quốc Cường  | Nguyên Thủy Thiên Tôn          |
| Lý Khánh Tường    | Thông Thiên giáo chủ           |
| Ngô Lỗi           | Na Tra（lúc thiếu niên）       |
| Quách Khải Mẫn    | Tỷ Can                         |
| Đỗ Chí Quốc       | Tô Hộ                          |
| Yên Bác Nhã       | Phượng Lai                     |
| Châu Ảnh          | Tỳ bà tinh                     |
| Lưu Đào           | Quảng Hàn Tiên Tử              |
| Tiêu Binh         | Nam Cực Tiên Ông               |
| Dương Quang       | Thái Ất Chân Nhân              |
| Lý Bá Thôn        | Lôi Chấn Tử                    |
| Mã Duệ Hãn        | Lôi Chấn Tử （lúc thiếu niên） |
| Trương Bá Tuấn    | Lý Tịnh                        |
| Ma Kiên           | Tán Nghi Sinh                  |
| Lã Sĩ Cương       | Nam Cung Quát                  |
| Quan Thuận Điền   | Tống Vi tử                     |
| Trình Lực Đống    | Văn Thù Quảng Pháp Thiên Tôn   |
| Đinh Vũ Giai      | Bạch Hạc Đồng Tử               |
| Lâu Kỳ            | Võ Cát                         |
| Diêu Vân Thuấn    | Phí Trọng                      |
| Từ Minh           | Vưu Hỗn                        |
| Lý Viễn           | Ác Lai                         |
| Nhiễm Tiều Quần   | Phổ Hiền chân nhân             |
| Hứa Kính Nghĩa    | Cụ Lưu Tôn                     |
| Kim Hữu Bằng      | Quảng Thành Tử                 |
| Lý Quân           | Xích Tinh Tử                   |
| Lý Kiến Tân       | Sùng Hầu Hổ                    |
| Trần Khiết        | Lý Tĩnh Thê                    |
| Trần Cam Lâm      | Kim Tra                        |
| Trương Siêu       | Mộc Tra                        |
| Dương Lung        | Hoàng Thiên Hóa                |
| Thôi Tể           | Vân Trung Tử                   |
| An Văn Nghệ       | Giả Thị                        |
| Phùng Xuân Triết  | Hoàng Phi                      |
| Dương Quang       | Dương Phi                      |
| Từ Mẫn            | Thạch Ky nương nương           |
| Thương Ức Sa      | Kim Quang Thánh Mẫu            |
| Triệu Nhạc        | Triệu Công Minh                |
| Vương Tân Phân    | Vân Tiêu                       |
| Lưu Triều Mai     | Quỳnh Hà                       |
| Lưu Xu Thần       | Bích TIêu                      |
| Hàn Chí           | Hoàng Phi Báo                  |
| Triệu Cẩm Đảo     | Ân Hồng                        |
| Dương Dương       | Ân Hồng (lúc thiếu niên）      |
| Lục Giật Hàm      | Ân Giao（lúc thiếu niên）      |
| Quá Tề Minh       | Hàn Vinh                       |
| Chu Nguyệt Phương | Vương Mẫu Nương Nương          |
| Tô Mậu            | Trương Quế Phương              |
| Đỗ Hoằng Quân     | Trương Thiên Quân              |
| Lưu Vinh Sinh     | Tần Thiên Quân                 |
| Triệu Ân Toàn     | Triệu Thiên Quân               |
| Sử Tế Phổ         | Đổng Thiên Quân                |
| Đổng Kiệt         | Viên Thiên Quân                |
| Vương Hoành Quân  | Tôn Thiên Quân                 |
| Trương Hải Bình   | Bạch Thiên Quân                |
| Trần Vệ Quốc      | Diêu Thiên Quân                |
| Tiêu Trưởng Tù    | Vương Thiên Quân               |
| Từ Trung Vĩ       | Vương Ma                       |
| Trương Văn Nghệ   | Dương Sâm                      |
| Toàn Bảo Quân     | Cao Hữu Càn                    |
| Cận Thành Chí     | Lý Hưng Bá                     |
| Châu Phong        | Ân Phá Bại                     |
| Lưu Uy            | Dư Hóa                         |
| Triệu Na          | Tô phu nhân                    |
| Lưu Hiểu Hổ       | Tô Toàn Trung                  |
| Vu Tử Khoan       | Ky Tử                          |
| Tạ Gia Khởi       | Trịnh Luân                     |
| Lão Bì            | Sùng Hắc Hổ                    |
| Vương Văn Thăng   | Lỗ Hùng                        |
| Viên Hà           | Thái Khương                    |
| An Thụy Vân       | Khương Hoàn Sở                 |
| 侯江龙            | 鄂崇禹                         |
| 陈龙驙            | 度厄真人                       |
| 娄亚江            | 周纪                           |
| 周仲              | 黄明                           |
| 于金圣            | 龙环                           |
| 程大春            | 吴谦                           |
| 朱建峰            | 柏鉴                           |
| 杨军              | 邓忠                           |
| 张军              | 张节                           |
| 方伟              | 辛环                           |
| 闫巍              | 陶荣                           |
| 徐松子            | 马氏                           |
| 王晓凤            | 玉容                           |
| 展绢              | 冯凇凇                         |
| 万宁              | 狐狸精                         |
| 剑锋              | 敖丙                           |
| 朱嘉镇            | 韩毒龙                         |
| 龚志学            | 薛恶虎                         |